# Decades: Live in Buenos Aires
Decades: Live in Buenos Aires é o sexto álbum ao vivo/vídeo da banda finlandesa de metal sinfônico Nightwish, lançado em 6 de dezembro de 2019 através da gravadora Nuclear Blast.
O concerto presente no álbum foi gravado e filmado na noite de 30 de setembro de 2018 no Microestadio Malvinas Argentinas, localizado na cidade de Buenos Aires, Argentina. A apresentação fez parte da Decades: World Tour, uma turnê realizada ao longo do ano de 2018 cujo repertório consistiu majoritariamente de canções clássicas e raramente tocadas ao vivo pela banda.
Foi divulgado que a apresentação de 28 de setembro de 2018 em São Paulo, Brasil também seria registrada para o álbum, no entanto isso não aconteceu.

## Faixas
Todas as letras escritas por Tuomas Holopainen, exceto em "Elvenjig" (instrumental). 
| N.º            | Título                        | Música                            | Duração |  |
| 1.             | "Swanheart"                   | Holopainen                        | 2:50    |  |
| 2.             | "End of All Hope"             | Holopainen                        | 4:01    |  |
| 3.             | "Wish I Had an Angel"         | Holopainen                        | 4:20    |  |
| 4.             | "10th Man Down"               | Holopainen                        | 5:28    |  |
| 5.             | "Come Cover Me"               | Holopainen Emppu Vuorinen         | 5:48    |  |
| 6.             | "Gethsemane"                  | Holopainen                        | 5:42    |  |
| 7.             | "Élan"                        | Holopainen                        | 4:27    |  |
| 8.             | "Sacrament of Wilderness"     | Holopainen Vuorinen               | 4:23    |  |
| 9.             | "Deep Silent Complete"        | Holopainen                        | 4:20    |  |
| 10.            | "Dead Boy's Poem"             | Holopainen                        | 6:50    |  |
| 11.            | "Elvenjig"                    | Iona                              | 2:50    |  |
| 12.            | "Elvenpath"                   | Holopainen                        | 5:55    |  |
| 13.            | "I Want My Tears Back"        | Holopainen                        | 5:25    |  |
| 14.            | "Amaranth"                    | Holopainen                        | 4:42    |  |
| 15.            | "The Carpenter"               | Holopainen                        | 6:07    |  |
| 16.            | "The Kinslayer"               | Holopainen                        | 4:18    |  |
| 17.            | "Devil & the Deep Dark Ocean" | Holopainen                        | 4:56    |  |
| 18.            | "Nemo"                        | Holopainen                        | 4:55    |  |
| 19.            | "Slaying the Dreamer"         | Holopainen Vuorinen Marko Hietala | 5:12    |  |
| 20.            | "The Greatest Show on Earth"  | Holopainen Hietala                | 16:59   |  |
| 21.            | "Ghost Love Score"            | Holopainen                        | 11:55   |  |
| Duração total: | Duração total:                | Duração total:                    | 121:23  |  |

## Desempenho comercial
| Paradas (CD) (2019)                 | Melhor posição |
| ----------------------------------- | -------------- |
| Bélgica (Ultratop Flandres)         | 196            |
| Bélgica (Ultratop Valônia)          | 135            |
| Espanha (PROMUSICAE)                | 93             |
| Finlândia (Suomen virallinen lista) | 1              |
| França (SNEP)                       | 172            |
| Países Baixos (Dutch Charts)        | 50             |
| Hungria (MAHASZ)                    | 36             |
| Paradas (DVD) (2019)                | Melhor posição |
| Suíça (Swiss Music DVD)             | 4              |

## Créditos
Os créditos foram adaptados do encarte do álbum Decades: Live in Buenos Aires.
Banda
- Tuomas Holopainen – teclado
- Emppu Vuorinen – guitarra
- Marko Hietala – baixo, vocais
- Troy Donockley – gaita irlandesa, tin whistle, bouzouki, guitarra, vocal de apoio
- Floor Jansen – vocais
- Kai Hahto – bateria

Equipe técnica
- Cristian Carcagno – promotor (Argentina)
- Kimmo Ahola – gravação, mixagem, edição de vocais
- Korpse Peltonen – layout
- Mika Jussila – masterização
- Sami Jormanainen – assistente de engenharia
- Samu Ruuskanen – edição de vocais
- Timo Isoaho – fotografia
- Toxic Angel – arte da capa
- Ville Lipiäinen – direção